# 하네스 라이헬트
요하네스 "하네스" 라이헬트(독일어: Johannes "Hannes" Reichelt, 1980년 7월 5일~)는 오스트리아의 알파인 스키 선수이다.